# رومل کیوتو
رومل کیوتو (انگلیسی: Romell Quioto؛ زاده ۹ اوت ۱۹۹۱) با نام کامل رومل سمیر کیوتو رابینسون و نام مستعار رومانتیک (به اسپانیایی: El Romántico)، یک مهاجم فوتبال اهل هندوراس است.که برای العربی عربستان بازی میکند.

## دوران ملی
کیوتو اولین بازی خود را برای تیم ملی هندوراس در ۱۰ اسفند ۱۳۹۰ (۲۹ فوریه ۲۰۱۲) در یک بازی دوستانه مقابل تیم ملی اکوادور به انجام رساند.
او همچنین به همراه تیم ملی المپیک هندوراس در بازی‌های المپیک ۲۰۱۶ ریو در برزیل حضور یافت و در این دوره برای تیم هندوراس ۶ بازی انجام داد و توانست ۱ گل به ثمر رساند. تیم امید هندوراس در بازی رده‌بندی با حضور کیوتو، با نتیجه ۳ بر ۲ بازی را به تیم المپیک نیجریه واگذار کرد و این بازی‌ها را با رتبه چهارم به پایان رساند. وی اولین گل ملی خود در رده بزرگسالان را در یک بازی دوستانه در ۲۱ بهمن ۱۳۹۴ (۱۰ فوریه ۲۰۱۶) تک گل تیمش را وارد دروازه تیم ملی گواتمالا کرد.
رومل کیوتو در ۱۸ مهر ۱۳۹۶ (۱۰ اکتبر ۲۰۱۷) در آخرین بازی مقدماتی جام جهانی ۲۰۱۸ گل پیروزی مقابل مکزیک را به ثمر رساند و هندوراسی‌ها را به پلی‌آف بین کنفدراسیونی ۲۰۱۸ فرستاد؛ که در مرحله پلی‌آف به استرالیا باختند و از راه‌یابی به جام‌جهانی ۲۰۱۸ بازماندند.

### آمار کلی
| تیم ملی | سال   | تعداد بازی | تعداد گل |
| ------- | ----- | ---------- | -------- |
| هندوراس | ۲۰۱۲  | ۱          | ۰        |
| هندوراس | ۲۰۱۳  | ۰          | ۰        |
| هندوراس | ۲۰۱۴  | ۷          | ۰        |
| هندوراس | ۲۰۱۵  | ۸          | ۰        |
| هندوراس | ۲۰۱۶  | ۱۱         | ۴        |
| هندوراس | ۲۰۱۷  | ۱۲         | ۳        |
| هندوراس | ۲۰۱۸  | ۳          | ۱        |
| هندوراس | ۲۰۱۹  | ۴          | ۰        |
| هندوراس | ۲۰۲۱  | ۷          | ۴        |
| هندوراس | ۲۰۲۲  | ۹          | ۱        |
| هندوراس | ۲۰۲۳  | ۴          | ۱        |
| هندوراس | ۲۰۲۴  | ۰          | ۰        |
| مجموع   | مجموع | ۶۶         | ۱۴       |

تا تاریخ ۱۷ ژانویه ۲۰۲۴